# Harry Arter
Harry Nicholas Arter (Sidcup, 28 december 1989) is een Iers voetballer die doorgaans als centrale middenvelder speelt. Hij verruilde Woking in juli 2010 voor AFC Bournemouth. Arter debuteerde in 2015 in het Iers voetbalelftal.

## Clubcarrière
Arter is een jeugdproduct van Charlton Athletic. Die club leende hem uit aan Staines Town en Welling United. In 2009 trok hij naar Woking. In 2010 werd de centrale middenvelder verkocht aan AFC Bournemouth. In maart 2011 speelde hij één maand op uitleenbasis voor Carlisle United. In het seizoen 2011/12 dwong hij een basisplaats af. In 2013 promoveerde de voormalig Iers jeugdinternational met AFC Bournemouth naar de Football League Championship. Twee jaar later steeg hij met de club naar de Premier League. Hij was jarenlang een vaste waarde op het middenveld. In navolging van de promotie naar de Premier League in 2015 was Arter niet uit het elftal weg te denken. Hij trad reeds in 232 competitiewedstrijden aan voor The Cherries en scoorde daarin 28 keer. In de zomer van 2018 trok Bournemouth met David Brooks en Jefferson Lerma echter twee beloftevolle middenvelders aan, waardoor Arter overbodig werd. Daarnaast zorgde de opmars van zijn jonge teamgenoot Lewis Cook ervoor dat Arter in het voorgaande seizoen zijn basisplaats verloor. Tijdens het seizoen 2018/19 werd Arter door Bournemouth uitgeleend aan promovendus Cardiff City.

## Interlandcarrière
Arter werd geboren in het Engelse Sidcup. Aangezien zijn grootouders afkomstig zijn uit het Ierse Sligo, mag hij ook voor Ierland uitkomen. In 2006 speelde de middenvelder drie interlands voor Ierland –17. In 2007 behaalde hij drie caps voor Ierland –19. In februari 2015 werd Arter door Iers bondscoach Martin O'Neill opgeroepen voor een EK-kwalificatiewedstrijd tegen Polen op 29 maart 2015. Hij kwam echter niet in actie. Arter debuteerde op 7 juni 2015 alsnog als Iers international, in een oefeninterland tegen Engeland.

## Erelijst
| Kampioen Championship | 1x | 2014/15 |